# Constanza Piña
Constanza Piña Pardo (Curicó, 1984) es una artista visual, bailarina e investigadora chilena también conocida como Corazón de Robota. Basa su obra en la experimentación electrónica, tecnologías de acceso abierto, filosofía DIY y prácticas sociales tecnofeministas. Ha sido galardonada con mención honorífica en el premio de Ars Electronica 2020 por su proyecto Khipu/ Electrotextile Prehispanic Computer. Ha sido residente artística de la Plataforma Platohedro y Colaboratorio de Parque Explora 2015 (Colombia) y realizado muestras, conciertos, workshops y conversatorios en distintas ciudades de América Latina, Europa, Estados Unidos, Canadá y Taiwán.

## Trayectoria
Cursa estudios independientes en danza contemporánea. Diplomado de Postítulo en Danza Contemporánea en Escenalborde (Artes Escénicas Contemporáneas) en la Universidad de Valparaíso. Se especializa en Video y Tecnologías Digitales Online/Offline en la Escuela superior de diseño ESDI MeCAd/Media Center d‘Art i disseny, España. Obtiene un Magíster en Artes Mediales en la Universidad de Chile.
Entre  2004 y 2008 forma parte de la Compañía de danza Contemporánea Mundo Moebio de Valparaíso dirigida por Rocío Rivera Marchevsky.
Ha trabajado en proyectos audiovisuales y documentales como gestora de la Productora Audiovisual Ojo de Boca y para los netlabel chilenos Epasonidos, Impar y Pueblo Nuevo.
Ha realizado exhibiciones, talleres y charlas sobre experimentación electrónica y cultura DIY (Do It Yoursel/ Hazlo Tú Misma). Ha participando de festivales y espacios de Latinoamérica como el Museo de Arte Moderno de Medellín en 2015, la Casa del Lago Juan José Arreola de la Universidad Nacional Autónoma de México, MediaLab, Border, La Gozadera en México, en Marginalia+lab, Nuvem y FILE en Brasil, C.C. Simón I Patiño y Kiosko Galería en Bolivia. Laboratorio de juguete, Flexible, Museo del traje, Museo del Juguete, CCBA, FASE en Argentina, Cerocinco en Paraguay, Museo de Antioquia, Congreso de Mujeres, Tecnología y Cultura libre, Bogotrax en Colombia, Labsurlab, Cosmoaudición CAC, Medialab Cuenca en Ecuador, TECHNE.11en Uruguay,  FIDET, Interface, Deformes, Danzalborde, Tsonami en Chile, Asimetría en Perú,  entre otros. Así como en diversos en encuentros en Europa en países como Ljudmila, Noruega, Francia, Croacia, Finlandia-Estonia, España, Alemania, Holanda, Grecia.

## Colectivos
Ha sido gestora y fundadora de colectivos que surgen para generar espacios de trabajo y reflexión sobre tecnología en las prácticas artísticas con una perspectiva de género. Entre ellos se encuentra Chimbalab en Chile (2008-2012), Cyborgrrrls: Encuentro Tecnofeminista e Híbridas y Quimeras  en la Ciudad de México en 2017. Asimismo del festival y sello Fuck the Soundcheck! contra la violencia sexista en las pruebas de sonido.

## Obra
El trabajo de Piña se centra en el uso de las tecnologías libres y la experimentación electrónica pero con un enfoque social. Hace una crítica sobre el sistema tecno-patriarcal y capitalista. Sus piezas están basadas también en el reciclaje tecnológico, la artesanía y la 'brujería electrónica'.
En su proyecto de arte sonoro Corazón de Robota utiliza sintetizadores creados por ella misma, los cuales emiten frecuencias audibles e inaudibles.

## Reconocimientos
- Ha sido seleccionada en varias residencias artísticas en Latinoamérica, Europa y Asia.
- Mención honorífica en el premio de Ars Electronica 2020 por su proyecto Khipu/ Electrotextile Prehispanic Computer.[12]